# Malina moroszka
Malina moroszka (Rubus chamaemorus L.) – gatunek rośliny zielnej z rodziny różowatych (Rosaceae). Obecnie spotyka się ją również pod nazwą „malina nordycka”.

## Rozmieszczenie geograficzne
Roślina strefy borealno-arktycznej Eurazji i Ameryki Północnej. W Skandynawii oraz Rosji występuje powszechnie. W Polsce jest bardzo rzadka, jest reliktem epoki lodowej. Ma kilka rozproszonych stanowisk na Pomorzu, Warmii i Mazurach oraz w Sudetach (dwa stanowiska na torfowiskach w Karkonoszach). Na Pomorzu jej zasięg sięga po linię Świnoujście – Tuchola – Morąg – Górowo Iławeckie. Występuje również bardziej na wschód, w Puszczy Rominckiej. W 2002 r. znaleziono jedno stanowisko w Kotlinie Orawsko-Nowotarskiej na torfowisku Puścizna Wielka. Jest to jedyne znane stanowisko tego gatunku w Karpatach i równocześnie najbardziej na południe wysunięte w całym jego zasięgu.

## Morfologia
PokrójTworzy kłącza, z których wyrastają dwuletnie pędy (w pierwszym roku płonne). Mają wys. 10–30 cm i są gołe (bez kolców i szczecinek).
LiścieNa dole łodygi łuskowate, wyżej pojedyncze, sercowatonerkowate, niepodzielne, najczęściej 5-klapowe, brzegiem drobno piłkowane o zanikowych przylistkach.
KwiatyRoślina dwupienna o białych lub różowych kwiatach na wyprostowanych szypułkach. Kwiaty żeńskie, mniejsze o kilku słupkach i szczątkowych pręcikach, męskie o wielu pręcikach i nielicznych słupkach.
OwoceOwoc pozorny złożony z kilku pestkowców, początkowo czerwony, dojrzały pomarańczowy a przejrzały żółty. Owoce jadalne, ale nieco cierpkie. W warunkach krajowych rzadko dojrzewają.

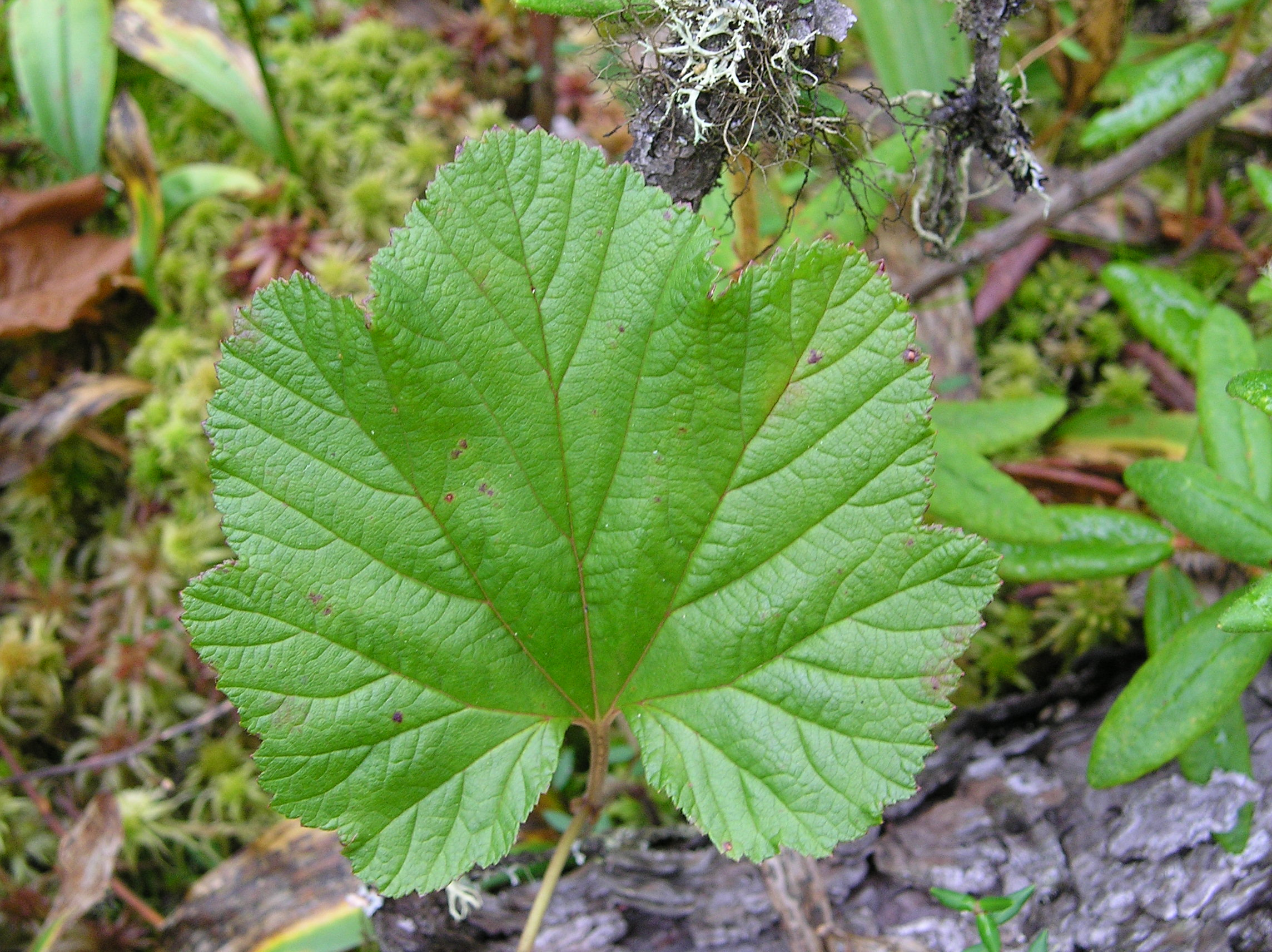
Liść
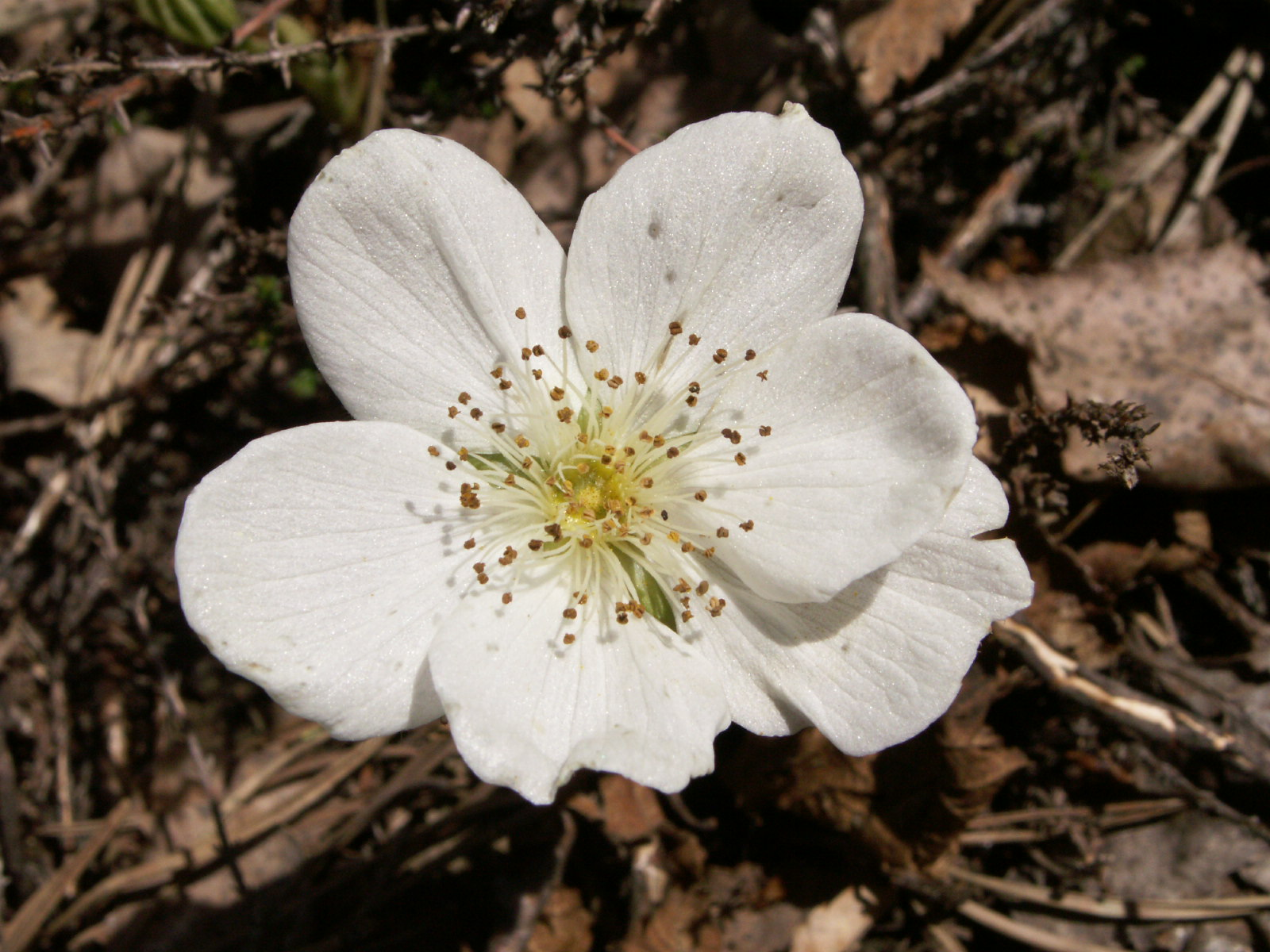
Kwiat męski
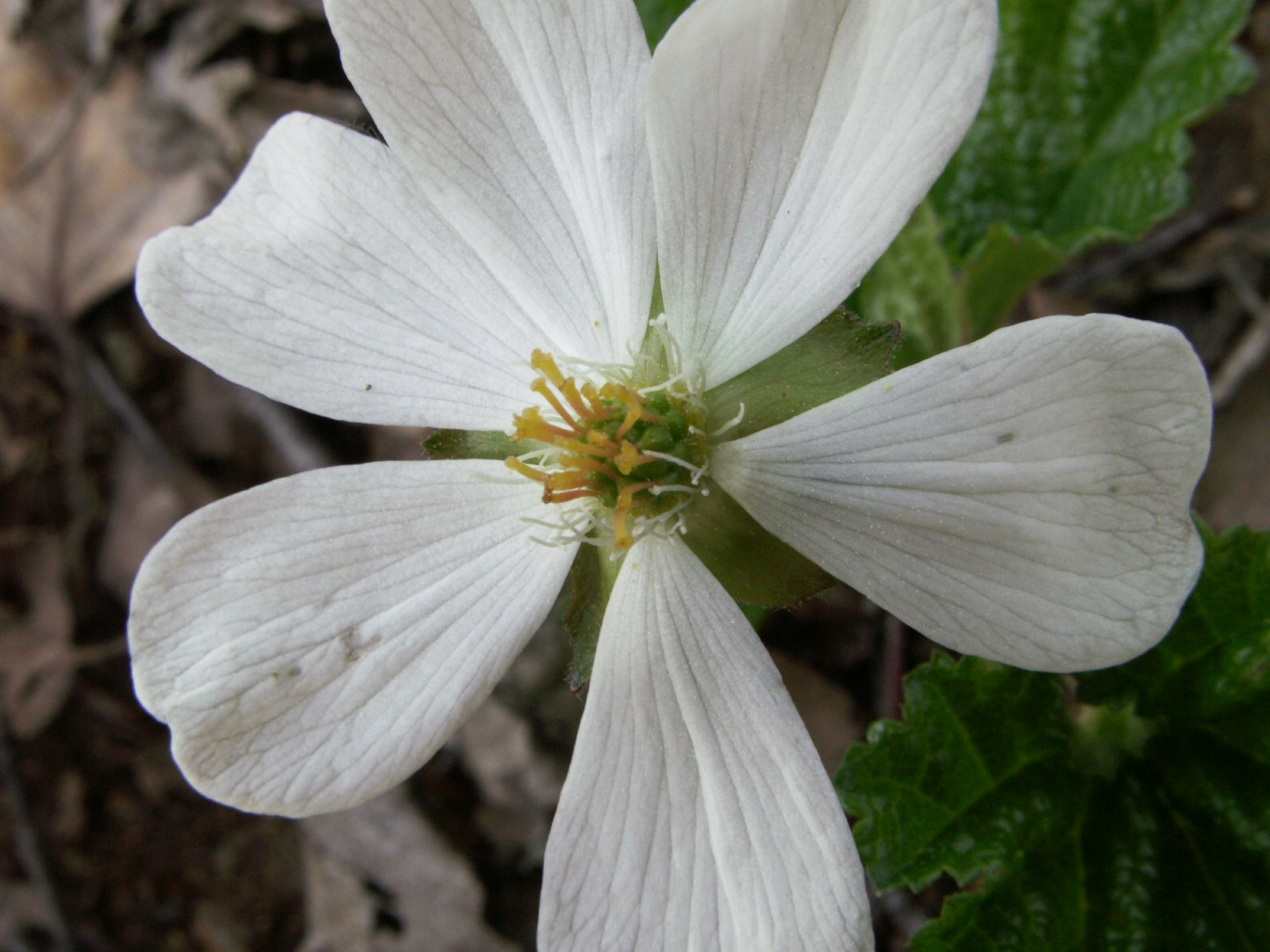
Kwiat żeński
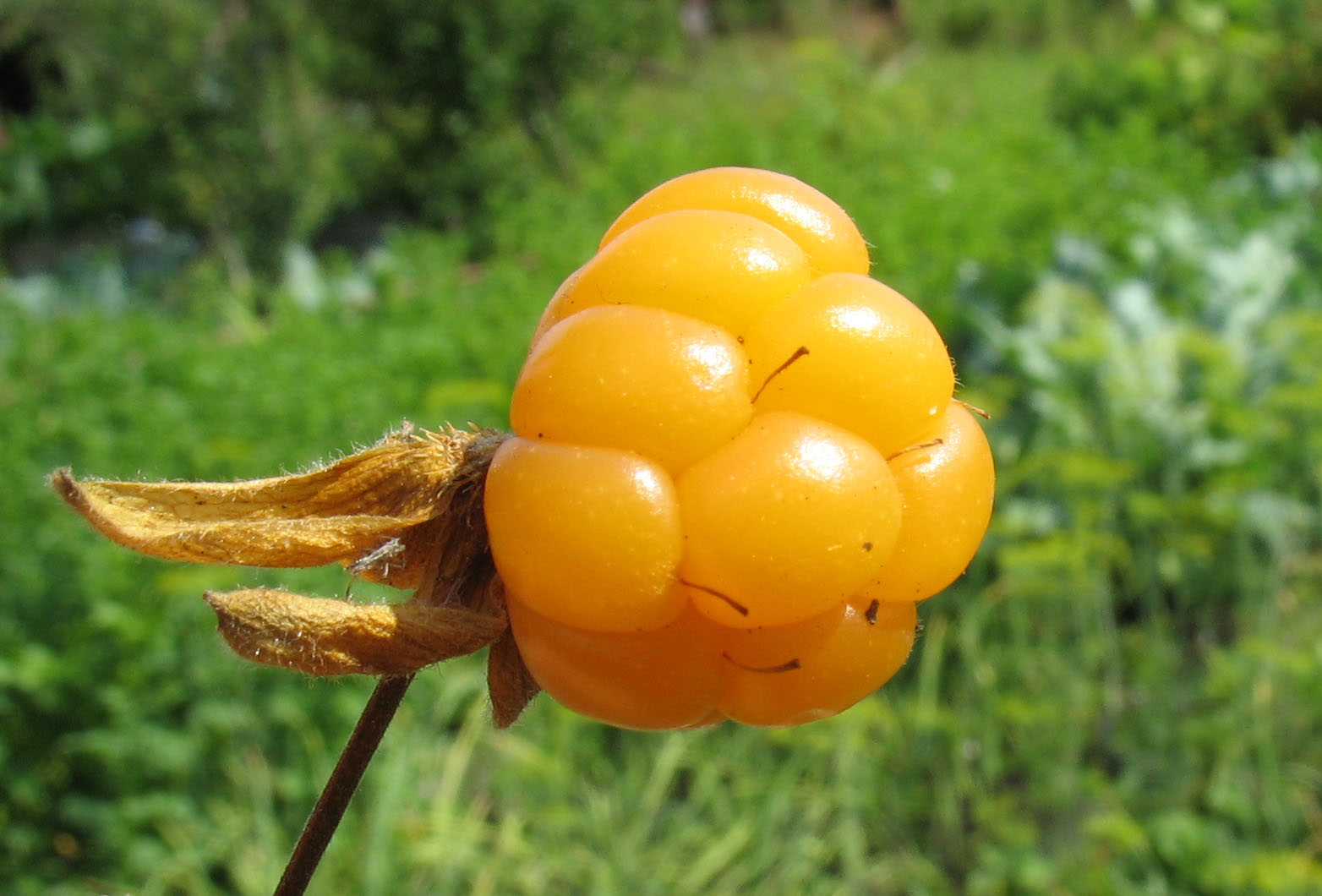
Owoce
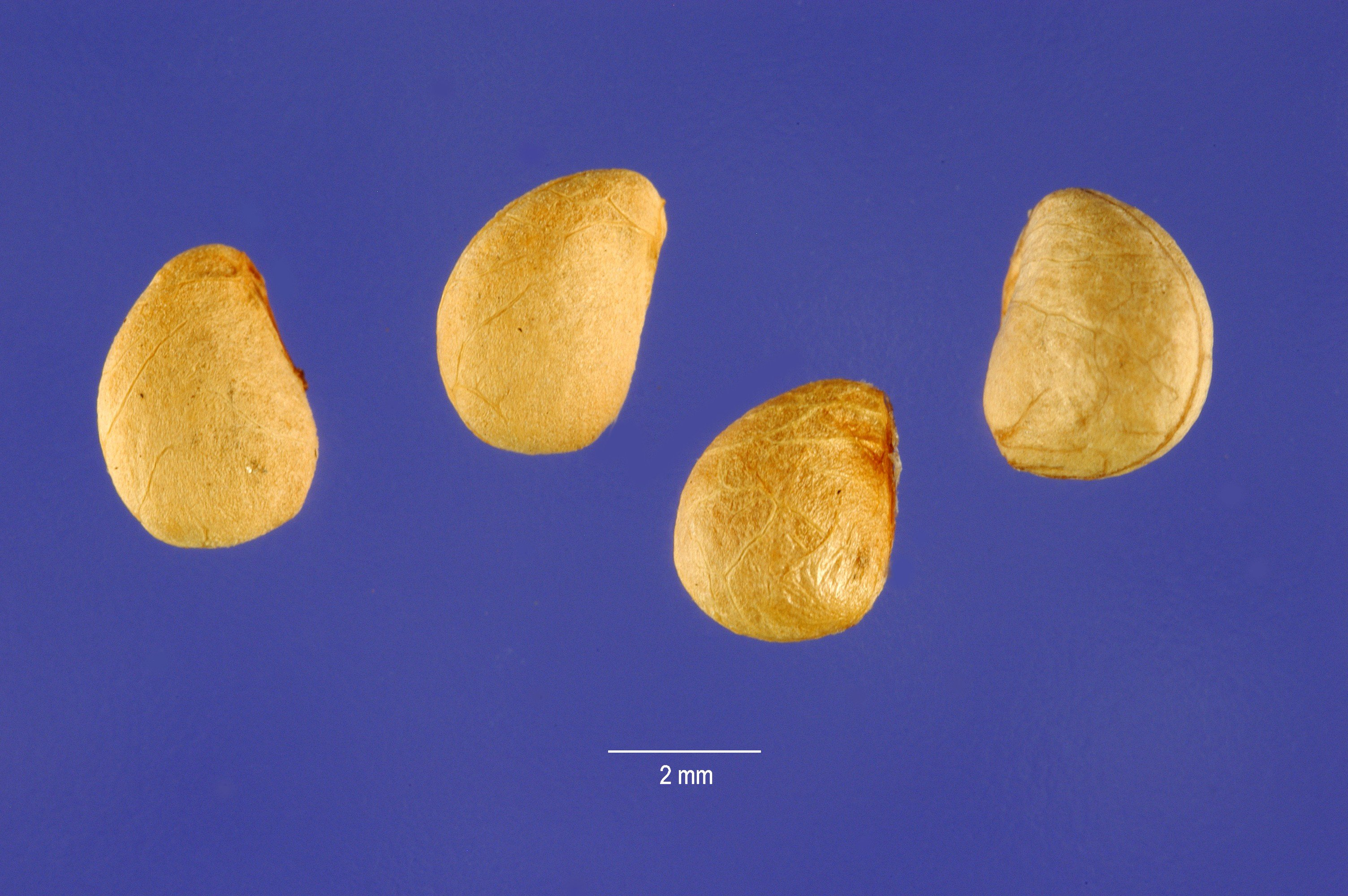
Nasiona

## Biologia i ekologia
Nanofanerofit lub zdrewniały chamefit. Rośnie w górach – piętro kosodrzewiny, na niżu – w torfowiskach wysokich, na łąkach i w borach bagiennych. Kwitnie w czerwcu, w Polsce rzadko owocuje. Kwitną i okazale  owocują rosnące w zacienieniu, pod drzewami i krzewami. Natomiast okazy rosnące na otwartych, dobrze nasłonecznionych terenach zwykle są mniej okazałe, a często bywają płonne. W klasyfikacji zbiorowisk roślinnych gatunek charakterystyczny dla All. Oxycocco-Empetrion, Ass. Empetro-Trichophoretum austriaci. Jest oktoploidem. Liczba chromosomów 2n = 56.

## Zagrożenia i ochrona
Roślina objęta jest w Polsce ścisłą ochroną gatunkową. Informacje o stopniu zagrożenia na podstawie:
- Polskiej Czerwonej Księgi Roślin – gatunek zagrożony (kategoria zagrożenia EN)[12][13].
- Czerwonej listy roślin i grzybów Polski (2006) – gatunek narażony na wymarcie (kategoria zagrożenia V)[14]; 2016: EN (zagrożony)[15].

Głównym źródłem zagrożenia jest osuszanie i eksploatacja torfowisk.

## Zastosowanie

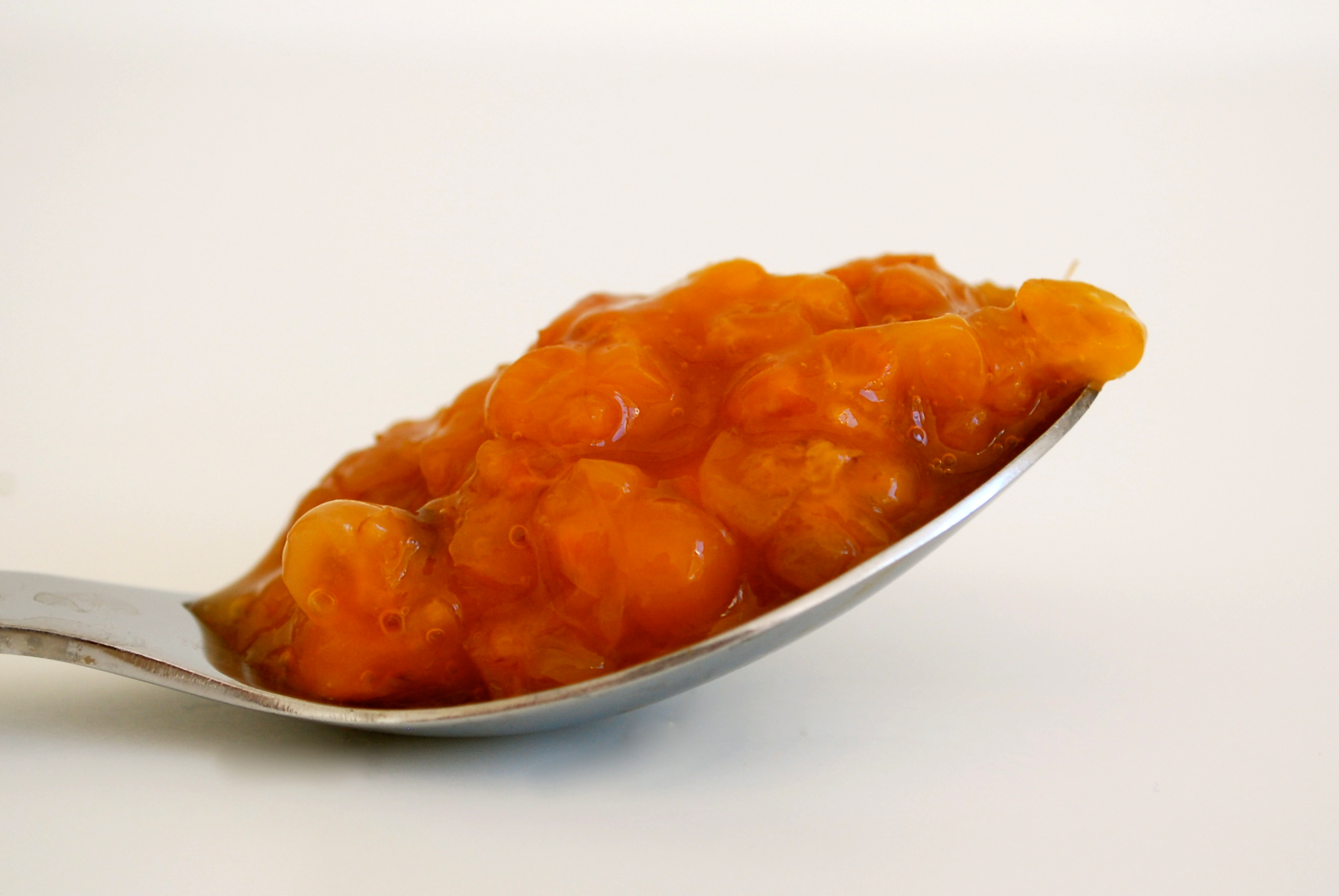
Dżem z maliny moroszki

- Owoce są smaczne i mają duże wartości odżywcze. W Polsce ze względu na rzadkość występowania nie mają znaczenia praktycznego.
- W Skandynawii przetwory (dżemy, wina) z maliny moroszki nazywanej „multe” lub „molte” (Norwegia), „hjortron” (Szwecja), „lakka” (Finlandia) są narodowym przysmakiem.
- W północnych krajach owoce i liście maliny moroszki są używane w medycynie ludowej jako środek przeciwgorączkowy i przeciwbiegunkowy oraz zapobiegający szkorbutowi[10]. Dodatkowo roślina ta zawiera diosgeninę – prekursor progesteronu – który znajduje zastosowanie w leczeniu reumatyzmu i artretyzmu.
- Dzięki sporej zawartości kwasu benzoesowego – naturalnego konserwantu – owoce moroszki można dość długo przechowywać w stanie świeżym. Niegdyś myśliwi w Arktyce stosowali je jako lekarstwo na szkorbut.